# Sääsküla (Kõue)
Sääsküla – wieś w Estonii, w prowincji Harju, w gminie Kõue.